# Leticia de Oyuela
Irma Leticia Silva de Oyuela (Tegucigalpa, 20 de agosto de 1935 - 23 de enero de 2008) fue una ensayista, historiadora e investigadora hondureña.

## Biografía
Fue hija de Leónidas Silva Valladares y Bertha Rodríguez Durón. Contrajo matrimonio en 1956 con Félix Oyuela. Tuvieron seis hijos. Acompañando a su marido en su tarea de diplomático, aprovechó para formarse en Madrid y Roma.
Estudió en el Instituto de Tegucigalpa donde realizó su tesis de Bachiller en Ciencias y Letras sobre la Historia del Arte Colonial de Honduras. Obtuvo posteriormente una licenciatura en Ciencias Jurídicas y sociales en la Universidad Nacional Autónoma de Honduras.

## Trayectoria
Junto a Oscar Acosta fundó la Editorial Nuevo Continente y estuvo a cargo de la Galería Leo. Fue miembro de la Fundación para el Museo del Hombre Hondureño.
Su labor se orienta principalmente a la promoción de la cultura, de las artes plásticas hondureñas y al estudio sociológico de la mujer en su país.

Acerca de su trabajo opinarán importantes académicos como Helen Umaña y Marcos Carías:
"A Leticia de Oyuela la mueven dos pasiones acerca de las cuales no es doble establecer prioridades: amor por el arte y fascinación ante la historia. Y como es heterodoxa y desprejuiciada, amalgama la visión racional con la intuitivo emocional y con esa mezcla un tanto insólita (lo usual es fraccionar la integridad del hombre)."
"Leticia de Oyuela, que busca entender como yo, la Patria con el pensamiento y con el corazón."
A la fecha, por lo menos veinticuatro publicaciones atestiguan su labor intelectual. En ellos se ha ocupado especialmente de temas como el valor de la pintura y los pintores en la formación de la identidad nacional y la evolución del papel de la mujer en la sociedad hondureña. Además, se ha ocupado de dar explicaciones detalladas sobre la importancia económica de la hacienda en la Colonia, sobre las costumbres lúdicas, la historia de Tegucigalpa y sobre el pasado colonial del país.

"Basándose en documentos de la época, la autora convierte la historia en ficción, reconstruye artísticamente la intrahistoria de hombres y mujeres que constituyen el fundamento de la nacionalidad hondureña", dice el escritor boliviano Willy O. Muñoz, doctor en literaturas hispánicas por The University of Iowa, en su libro Antología de cuentistas hondureñas, en el que reproduce el cuento de Oyuela Lindos platos de China, en el que la escritora "reconstruye los esfuerzos para civilizar a una mujer de campo y casarla con un gentilhombre. Sin embargo, ella hace prevalecer sus propios deseos, burlando así a quienes habían decidido su destino sin consultar con ella".

## Obras
- Notas sobre Ramón Rosa (1968), en colaboración con Ramón Oquelí.
- Notas sobre la evolución histórica de la mujer en Honduras (1989).
- Cuatro hacendadas del siglo XIX (1989).
- Historia mínima de Tegucigalpa vista a través de las fiestas del patrono San Miguel a partir de 1680 hasta finales del siglo XIX (1989).
- Fe/ riqueza y poder. Antología crítica de documentos para la Historia de Honduras (1992).
- José Manuel Gómes [sic], pintor criollo (1992).
- Mujer, familia y sociedad: una aproximación histórica (1993).
- Ramón Rosa: plenitudes y desengaños (1994).
- Religiosidad popular. Raíz de la identidad hondureña (1996).
- Dos siglos de amor (1998).
- De santos y pecadores. Un aporte para la historia de las mentalidades (1999).
- De la corona a la libertad (2000).
- La Virgen María en la plástica hondureña (2000).
- Las sin remedio. Mujeres del siglo XX (2001)

## Reconocimientos
Fue miembro de número de Geografía e Historia de Honduras. Estuvo asociada al Instituto Hondureño de Antropología e Historia. Ingresó a la Academia Hondureña de la Lengua en 2002.
Obtuvo el premio de Estudios Históricos Rey Juan Carlos I en 2002 y recibió la Medalla Pro Ecclesia et Pontifice otorgada por el Vaticano y la Hoja de Laurel de Oro, otorgada por la Secretaría de Cultura, Artes y Deportes de Honduras.
En 2007 fue reconocida con el doctorado honoris causa en Humanidades Universidad Nacional Autónoma de Honduras.
La Asociación Mujeres en las Artes (MUA) lleva su nombre.